# Ángel H. Cabral
Ángel Horacio Cabral (Río Cuarto, 22 de abril de 1892-?) fue un docente, abogado, juez y político argentino de la Unión Cívica Radical.

## Carrera
Estudió en la Escuela Normal de Maestros de Río Cuarto entre 1906 y 1909, y en la Escuela Normal de Profesores de Buenos Aires de 1910 a 1911. Posteriormente hizo la carrera de derecho en la Universidad Nacional de La Plata entre 1912 y 1915. Fue secretario de la municipalidad de Río Cuarto entre 1917 y 1918, y abogado del Banco de Córdoba desde 1918 hasta 1932. Además fue maestro en el Colegio Nacional de Río Cuarto entre 1923 y 1932, ciudad donde también fue miembro del Concejo Deliberante entre 1925 y 1928.
Fue elegido como diputado provincial de Córdoba, presidiendo el bloque de la UCR y llegando a la vicepresidencia 1° de la cámara en 1929. Entre 1939 y 1940 fue ministro de Finanzas del gobernador Amadeo Sabattini. Previamente, entre 1936 y 1939 fue fiscal del Estado. Luego fue juez penal de 1940 a 1942 y desde 1943, miembro del Tribunal Superior de Justicia provincial.
Se desempeñó como Ministro de Comunicaciones de la Argentina durante la presidencia de facto de Pedro Eugenio Aramburu entre el 25 de enero de 1957 y el 1 de mayo de 1958, en el marco de la autoproclamada Revolución Libertadora. Durante su gestión frente al ministerio inaugura LRA7 Radio Nacional Córdoba.
Entre sus actividades, también presidió el Círculo Católico de Obreros de Río Cuarto, el Colegio de Abogados, Patronato de Presos y Liberados, y fue miembro del Jockey Club, Jockey Club Córdoba y de la ciudad de Río Cuarto.